# Ласий шматочок
«Ласий шматочок» («Belle à croquer») — французький короткометражний кінофільм 2017 року, знятий режисером Акселем Куртьє.

## Сюжет
Оскар — канібал-гурман. Він згорає від любові до своєї сусідки, яка обожнює рослинну їжу. Ця пристрасть, здається, приречена на провал: вона — вегетаріанка, а в нього лаханофобія: він панічно боїться овочів. Усе раптово змінюється того вечора, коли вона запрошує його до себе на вечерю.

## У ролях
- Сільвен Дьюед — Оскар Монго
- Лу де Лаж — Міс Морквина
- Офелія Колб — Жертва
- Катрін Денев — Ангел

## Знімальна група
- Режисер — Аксель Куртьє
- Сценарій — Аксель Куртьє, Магалі Пузо
- Продюсери — Аксель Куртьє, Летиція Деніс, Людовік Йокіл, Люсі Порто, Люсі Фабріс, Преель-Клеаш, Жюльєн Вільянуева
- Оператор — Канаме Онояма
- Композитор — Ерік Веден
- Художник —— Бюль Тронель
- Монтаж — Ріванон Ле Беллер, Флора Вольпельєр